# إميل كيمني
إميل كيمني (بالإنجليزية: Emil Kemény)‏ هو لاعب شطرنج أمريكي، ولد في 13 يناير 1860 في بودابست في المجر، وتوفي بنفس المكان في 1 مايو 1925.

## وصلات خارجية
- إميل كيمني على موقع مباريات الشطرنج (الإنجليزية)
- إميل كيمني على موقع 365Chess.com (الإنجليزية)